# 安原丽子
安原麗子（日语：安原 麗子，1969年10月18日—）为原少女隊成员。单飞后的职业是电视、电影、舞台演員及配音員。出身於神奈川縣橫濱市。堀越高等學校畢業。2006年11月生下第一子。所属事务所是remax。

## 演出作品
粗體字表示主要角色。

### 電影
- SO WHAT（1988年7月16日，松竹）
- （1991年11月22日，日本家庭錄影）－土屋名美
- 甦醒金狼（日语：蘇える金狼#1998年）（1998年2月21日，GAGA CORPORATION（日语：ギャガ））－永井京子
- 透視的女人（2000年5月20日，GAGA CORPORATION）－山岸和美

### 錄影帶
- 新・粉色窗帘（1991年版） - 野里子
- 難波金融伝 南之帝王 劇場版III 愛人契約　（1994年）

### 電視劇
- 夏・体験物語（1985年，TBS）－島美津子
- 胸キュン刑事（1987年，朝日電視台）
- 想进行电影般的恋爱（1993年，東京電視台）
- 新空港物語（1994年，朝日電視台）
- 这样就好（1994年，NHK綜合）
- 29歳的圣诞节（1994年，富士電視台）
- 週六WIDE劇場「同居人カップルの殺人推理旅行2・赤い花の証言」（1995年，朝日電視台）
- 犯罪心理分析官ファイナル（1998年，日本電視台）
- ママまっしぐら!3（2002年，TBS）

### 電視動畫
- 此時此刻的我（1999年，阿琲莉亞）
- 十兵衛系列（1999年－2004年，津村御影[2]）2系列
- 隨風飄的月影蘭（2000年， 月影蘭）
- 魔法水果籃 (2001年版)（2001年，花島咲[3]、本田今日子）
- 丸少爺（2002年－2005年）
- 妮嘉尋親記（2003年，克蕾特[4]）
- Legendz 龍王甦醒傳說（2004年，梅麗莎·斯帕克斯）
- 蟲師（2006年，野萩）
- Double Hard（日语：ダブル・ハード）（2013年，錦景子）

### OVA
- 動畫製作進行黑美（日语：アニメーション制作進行くろみちゃん）（2001年－2003年，四本松濱子、路易蒙德三世過場柯爾）2系列
- （2004年，旁白）

### 廣播劇CD
- 隨風飄的月影蘭 CD電影（2000年，月影蘭）
- 魔法水果籃（2005年，花島）[注 1]
- HCD 魔法水果籃（2005年，花島咲）
- 寄生彼女砂奈（2012年，綺羅老師）

### 外語配音
時期不明
- 亡命殺鎮（英语：Bordertown (2007 film)）（艾蓮娜）
- 重返家鄉（英语：Providence (TV series)）
- 報應（王太太）
- 落跑歌星（英语：Romantic Island）（李姸淑〈李壹花〉）
- 太平公主秘史（武媚娘）
- 火爆群龍3：少年聯賽（英语：Slap Shot 3: The Junior League）（霍普）
- 赤裸驚情（凱西〈莎拉·艾倫（英语：Sarah Allen）〉）
- 閉嘴！花美男樂團（權志赫的母親）
- 都鐸王朝（凱瑟琳·帕爾）
- 唐宫燕（則天武后）

2000年
- 艾莉的異想世界 (第2季)（凱西）

2001年
- 天意（英语：Providence (1977 film)）（蕾貝卡）

2002年
- 艾莉的異想世界 (第4季)（凱西）

2008年
- 第三十九級台階（英语：The 39 Steps (2008 film)）（維多利亞〈莉迪亞·萊納德（英语：Lydia Leonard）〉）

2009年
- 百貨戰警（艾米·安德森〈傑瑪·梅斯〉）
- X戰警：金鋼狼（艾瑪·佛斯特〈塔希娜·陶茲（英语：Tahyna Tozzi）〉）

2014年
- 狄仁傑之神都龍王（則天武后）

2018年
- 末日荒原（皇后〈劉玉玲〉）

2019年
- 狄仁傑之四大天王（則天武后）

## 音樂作品
組合參加的音樂活動請參照「少女隊」項目。

### 單曲
| 枚數 | 發行日期       | 單曲名稱（日文原名） | 規格編號   | 最高排名 |
| ---- | -------------- | -------------------- | ---------- | -------- |
| 1st  | 1999年10月21日 | 搖籃曲...（子守歌…）        | VIDL-30459 |          |

### 網路單曲
| 回數 | 發佈日期      | 單曲名稱（日文原名） | 唱片公司    |
| ---- | ------------- | -------------------- | ----------- |
| 1st  | 2006年2月26日 | VISION               | A&I Records |

### 歌曲
- 電視動畫《隨風飄的月影蘭》片尾主題曲
- OVA《動畫製作進行黑美（日语：アニメーション制作進行くろみちゃん）》插入歌（安原麗子、市川三惠子、三澤真弓、小松里賀、一條和矢、伊藤榮次（日语：伊藤栄次）、矢部雅史（日语：矢部雅史）、松本吉朗（日语：松本ヨシロウ））、「翼」（作詞、主唱：安原麗子）
- 電視動畫《我們的存在》第10話插入歌「Milky way」（作詞、主唱：安原麗子）

## 凹版偶像相關作品

### 寫真集
- （1990年11月1日）
- MIRAGE（1991年2月19日）
- Love Story（1991年5月21日）
- The Day After Tomorrow（1992年10月10日）
- 安原麗子寫真集 Reiko（1993年6月26日）
- Lunatic Colors（2002年5月24日，竹書房，攝影：小泉雄太）ISBN 978-4812408919

### 視頻
- VIDEO IDOL SCOLA 安原麗子
- SEXY ANGEL
- 視頻剪輯中的女人
- Love Triangle（1991年3月1日）
- 偶像黃金傳說 安原麗子（2001年7月27日）
- Lunatic Colors（2002年6月20日）

## 外部連結
- 官方网站 （日語） 2019年3月31日閉鎖
- （日語）－安原麗子的官方個人部落格。
- 安原麗子｜remax （日語）

1. ↑  《花與夢》附錄廣播劇CD。